# 江东二十四块石
江东二十四块石，位于中国吉林省敦化市江东乡，为一个省级文物保护单位，类型为古遗址，公布时间为1999年2月26日。该文物保护单位由敦化市文物管理所管理。
江东二十四块石的历史年代为渤海（公元698-926年）。